# Tirreno-Adriático de 2022
A 57.ª edição da competição ciclista Tirreno-Adriático foi uma corrida de ciclismo em estrada por etapas que se celebrou entre a 7 e a 13 de março de 2022 na Itália com início no município de Lido di Camaiore e final no município de San Benedetto del Tronto sobre um percurso de 1131,9 quilómetros.
A corrida fez parte do UCI WorldTour de 2022, calendário ciclístico de máximo nível mundial, sendo a quinta corrida de dito circuito e foi vencida pelo esloveno Tadej Pogačar do UAE Emirates. Completaram o pódio, como segundo e terceiro classificado respectivamente, o dinamarquês Jonas Vingegaard do Jumbo-Visma e o espanhol Mikel Landa do Bahrain Victorious.

## Equipas participantes
Tomaram parte na corrida 24 equipas: 18 de categoria UCI WorldTeam e 6 de categoria UCI ProTeam. Formaram assim um pelotão de 167 ciclistas dos que acabaram 143. As equipas participantes foram:
| Equipes WorldTeam (18)- AG2R Citroën Team - Astana Qazaqstan Team - Bahrain Victorious - Bora-Hansgrohe - Cofidis - EF Education-EasyPost - Groupama-FDJ - Ineos Grenadiers - Intermarché-Wanty-Gobert Matériaux - Israel-Premier Tech - Jumbo-Visma - Lotto-Soudal - Movistar Team - Quick-Step Alpha Vinyl - BikeExchange-Jayco - Team DSM - Trek-Segafredo - UAE Team Emirates Equipes ProTeam (6)- Alpecin-Fenix - Arkéa-Samsic - Bardiani-CSF-Faizanè - Drone Hopper-Androni Giocattoli - Eolo-Kometa - TotalEnergies |
| |

## Percurso
A Tirreno-Adriático dispôs de sete etapas divididas em duas etapas planas, três em media montanha, uma etapa de montanha, e finaliza com uma contrarrelógio individual para um percurso total de 1131,9 quilómetros.
| Etapa | Data    | Percurso                                            | type                      | Distância (km) | Elevação (m) | Vencedor       | Líder geral   |
| ----- | ------- | --------------------------------------------------- | ------------------------- | -------------- | ------------ | -------------- | ------------- |
| 1     | 7 mar.  | Lido di Camaiore – Lido di Camaiore                 | contrarrelógio individual | 13,9           | 4 m          | Filippo Ganna  | Filippo Ganna |
| 2     | 8 mar.  | Camaiore – Sovicille                                | etapa escarpada           | 219            | 2 144 m      | Tim Merlier    | Filippo Ganna |
| 3     | 9 mar.  | Murlo – Terni                                       | etapa plana               | 170            | 2 063 m      | Caleb Ewan     | Filippo Ganna |
| 4     | 10 mar. | Cascata delle Marmore – Bellante                    | média montanha            | 202            | 3 092 m      | Tadej Pogačar  | Tadej Pogačar |
| 5     | 11 mar. | Sefro – Fermo                                       | alta montanha             | 155            | 2 402 m      | Warren Barguil | Tadej Pogačar |
| 6     | 12 mar. | Apecchio – Carpegna                                 | alta montanha             | 213            | 3 817 m      | Tadej Pogačar  | Tadej Pogačar |
| 7     | 13 mar. | San Benedetto del Tronto – San Benedetto del Tronto | etapa plana               | 159            | 1 296 m      | Phil Bauhaus   | Tadej Pogačar |

## Desenvolvimento da corrida

### 1.ª etapa
| Lido di Camaiore - Lido di Camaiore | contrarrelógio individual | (13,9 km) |

| \| Classificação por etapas \| Classificação por etapas \| Classificação por etapas \| Classificação por etapas \| Classificação por etapas \| \| Ciclista \| Ciclista \| Equipe \| Tempo \| \| \| ------------------------ \| ------------------------ \| ------------------------ \| ------------------------ \| ------------------------ \| \| 1. \| Filippo Ganna \| Ineos Grenadiers \| 15m17s \| \| \| 2. \| Remco Evenepoel \| Quick-Step Alpha Vinyl \| + 11s \| \| \| 3. \| Tadej Pogačar \| UAE Team Emirates \| + 18s \| \| \| 4. \| Kasper Asgreen \| Quick-Step Alpha Vinyl \| + 24s \| \| \| 5. \| Alex Dowsett \| Israel-Premier Tech \| + 25s \| \| \| 6. \| Thymen Arensman \| Team DSM \| + 28s \| \| \| 7. \| Tobias Ludvigsson \| Groupama-FDJ \| + 32s \| \| \| 8. \| Jos van Emden \| Jumbo-Visma \| + 33s \| \| \| 9. \| Mikkel Bjerg \| UAE Team Emirates \| + 39s \| \| \| 10. \| Matteo Sobrero \| BikeExchange-Jayco \| + 39s \| \| |                   |                        |        |
| |                   |                        |        |
| Fonte: ProCyclingStats |                   |                        |        |
| Classificação por etapas |                   |                        |        |
| Ciclista | Ciclista          | Equipe                 | Tempo  |
| 1. | Filippo Ganna     | Ineos Grenadiers       | 15m17s |
| 2. | Remco Evenepoel   | Quick-Step Alpha Vinyl | + 11s  |
| 3. | Tadej Pogačar     | UAE Team Emirates      | + 18s  |
| 4. | Kasper Asgreen    | Quick-Step Alpha Vinyl | + 24s  |
| 5. | Alex Dowsett      | Israel-Premier Tech    | + 25s  |
| 6. | Thymen Arensman   | Team DSM               | + 28s  |
| 7. | Tobias Ludvigsson | Groupama-FDJ           | + 32s  |
| 8. | Jos van Emden     | Jumbo-Visma            | + 33s  |
| 9. | Mikkel Bjerg      | UAE Team Emirates      | + 39s  |
| 10. | Matteo Sobrero    | BikeExchange-Jayco     | + 39s  |

| \| Classificação geral \| Classificação geral \| Classificação geral \| Classificação geral \| Classificação geral \| \| Ciclista \| Ciclista \| Equipe \| Tempo \| \| \| ------------------- \| ------------------- \| ---------------------- \| ------------------- \| ------------------- \| \| 1. \| Filippo Ganna \| Ineos Grenadiers \| 15m17s \| \| \| 2. \| Remco Evenepoel \| Quick-Step Alpha Vinyl \| + 11s \| \| \| 3. \| Tadej Pogačar \| UAE Team Emirates \| + 18s \| \| \| 4. \| Kasper Asgreen \| Quick-Step Alpha Vinyl \| + 24s \| \| \| 5. \| Alex Dowsett \| Israel-Premier Tech \| + 25s \| \| \| 6. \| Thymen Arensman \| Team DSM \| + 28s \| \| \| 7. \| Tobias Ludvigsson \| Groupama-FDJ \| + 32s \| \| \| 8. \| Jos van Emden \| Jumbo-Visma \| + 33s \| \| \| 9. \| Mikkel Bjerg \| UAE Team Emirates \| + 39s \| \| \| 10. \| Matteo Sobrero \| BikeExchange-Jayco \| + 39s \| \| |                   |                        |        |
| |                   |                        |        |
| Fonte: ProCyclingStats |                   |                        |        |
| Classificação geral |                   |                        |        |
| Ciclista | Ciclista          | Equipe                 | Tempo  |
| 1. | Filippo Ganna     | Ineos Grenadiers       | 15m17s |
| 2. | Remco Evenepoel   | Quick-Step Alpha Vinyl | + 11s  |
| 3. | Tadej Pogačar     | UAE Team Emirates      | + 18s  |
| 4. | Kasper Asgreen    | Quick-Step Alpha Vinyl | + 24s  |
| 5. | Alex Dowsett      | Israel-Premier Tech    | + 25s  |
| 6. | Thymen Arensman   | Team DSM               | + 28s  |
| 7. | Tobias Ludvigsson | Groupama-FDJ           | + 32s  |
| 8. | Jos van Emden     | Jumbo-Visma            | + 33s  |
| 9. | Mikkel Bjerg      | UAE Team Emirates      | + 39s  |
| 10. | Matteo Sobrero    | BikeExchange-Jayco     | + 39s  |

### 2.ª etapa
| Camaiore - Sovicille | etapa escarpada | (219 km) |

| \| Classificação por etapas \| Classificação por etapas \| Classificação por etapas \| Classificação por etapas \| Classificação por etapas \| \| Ciclista \| Ciclista \| Equipe \| Tempo \| \| \| ------------------------ \| ------------------------ \| ------------------------ \| ------------------------ \| ------------------------ \| \| 1. \| Tim Merlier \| Alpecin-Fenix \| 5h25m23s \| \| \| 2. \| Olav Kooij \| Jumbo-Visma \| + 0s \| \| \| 3. \| Kaden Groves \| BikeExchange-Jayco \| + 0s \| \| \| 4. \| Peter Sagan \| TotalEnergies \| + 0s \| \| \| 5. \| Simone Consonni \| Cofidis \| + 0s \| \| \| 6. \| Phil Bauhaus \| Bahrain Victorious \| + 0s \| \| \| 7. \| Davide Ballerini \| Quick-Step Alpha Vinyl \| + 0s \| \| \| 8. \| Giacomo Nizzolo \| Israel-Premier Tech \| + 0s \| \| \| 9. \| Jacopo Guarnieri \| Groupama-FDJ \| + 0s \| \| \| 10. \| Andrea Vendrame \| AG2R Citroën Team \| + 0s \| \| |                  |                        |          |
| |                  |                        |          |
| Fonte: ProCyclingStats |                  |                        |          |
| Classificação por etapas |                  |                        |          |
| Ciclista | Ciclista         | Equipe                 | Tempo    |
| 1. | Tim Merlier      | Alpecin-Fenix          | 5h25m23s |
| 2. | Olav Kooij       | Jumbo-Visma            | + 0s     |
| 3. | Kaden Groves     | BikeExchange-Jayco     | + 0s     |
| 4. | Peter Sagan      | TotalEnergies          | + 0s     |
| 5. | Simone Consonni  | Cofidis                | + 0s     |
| 6. | Phil Bauhaus     | Bahrain Victorious     | + 0s     |
| 7. | Davide Ballerini | Quick-Step Alpha Vinyl | + 0s     |
| 8. | Giacomo Nizzolo  | Israel-Premier Tech    | + 0s     |
| 9. | Jacopo Guarnieri | Groupama-FDJ           | + 0s     |
| 10. | Andrea Vendrame  | AG2R Citroën Team      | + 0s     |

| \| Classificação geral \| Classificação geral \| Classificação geral \| Classificação geral \| Classificação geral \| \| Ciclista \| Ciclista \| Equipe \| Tempo \| \| \| ------------------- \| ------------------- \| ---------------------- \| ------------------- \| ------------------- \| \| 1. \| Filippo Ganna \| Ineos Grenadiers \| 5h40m40s \| \| \| 2. \| Remco Evenepoel \| Quick-Step Alpha Vinyl \| + 11s \| \| \| 3. \| Tadej Pogačar \| UAE Team Emirates \| + 17s \| \| \| 4. \| Kasper Asgreen \| Quick-Step Alpha Vinyl \| + 24s \| \| \| 5. \| Alex Dowsett \| Israel-Premier Tech \| + 25s \| \| \| 6. \| Thymen Arensman \| Team DSM \| + 28s \| \| \| 7. \| Tobias Ludvigsson \| Groupama-FDJ \| + 32s \| \| \| 8. \| Jos van Emden \| Jumbo-Visma \| + 33s \| \| \| 9. \| Matteo Sobrero \| BikeExchange-Jayco \| + 39s \| \| \| 10. \| Lawson Craddock \| BikeExchange-Jayco \| + 39s \| \| |                   |                        |          |
| |                   |                        |          |
| Fonte: ProCyclingStats |                   |                        |          |
| Classificação geral |                   |                        |          |
| Ciclista | Ciclista          | Equipe                 | Tempo    |
| 1. | Filippo Ganna     | Ineos Grenadiers       | 5h40m40s |
| 2. | Remco Evenepoel   | Quick-Step Alpha Vinyl | + 11s    |
| 3. | Tadej Pogačar     | UAE Team Emirates      | + 17s    |
| 4. | Kasper Asgreen    | Quick-Step Alpha Vinyl | + 24s    |
| 5. | Alex Dowsett      | Israel-Premier Tech    | + 25s    |
| 6. | Thymen Arensman   | Team DSM               | + 28s    |
| 7. | Tobias Ludvigsson | Groupama-FDJ           | + 32s    |
| 8. | Jos van Emden     | Jumbo-Visma            | + 33s    |
| 9. | Matteo Sobrero    | BikeExchange-Jayco     | + 39s    |
| 10. | Lawson Craddock   | BikeExchange-Jayco     | + 39s    |

### 3.ª etapa
| Murlo - Terni | etapa plana | (170 km) |

| \| Classificação por etapas \| Classificação por etapas \| Classificação por etapas \| Classificação por etapas \| Classificação por etapas \| \| Ciclista \| Ciclista \| Equipe \| Tempo \| \| \| ------------------------ \| ------------------------ \| ------------------------ \| ------------------------ \| ------------------------ \| \| 1. \| Caleb Ewan \| Lotto-Soudal \| 4h27m04s \| \| \| 2. \| Arnaud Démare \| Groupama-FDJ \| + 0s \| \| \| 3. \| Olav Kooij \| Jumbo-Visma \| + 0s \| \| \| 4. \| Nacer Bouhanni \| Arkéa-Samsic \| + 0s \| \| \| 5. \| Tim Merlier \| Alpecin-Fenix \| + 0s \| \| \| 6. \| Pascal Ackermann \| UAE Team Emirates \| + 0s \| \| \| 7. \| Phil Bauhaus \| Bahrain Victorious \| + 0s \| \| \| 8. \| Simone Consonni \| Cofidis \| + 0s \| \| \| 9. \| Elia Viviani \| Ineos Grenadiers \| + 0s \| \| \| 10. \| Matteo Moschetti \| Trek-Segafredo \| + 0s \| \| |                  |                    |          |
| |                  |                    |          |
| Fonte: ProCyclingStats |                  |                    |          |
| Classificação por etapas |                  |                    |          |
| Ciclista | Ciclista         | Equipe             | Tempo    |
| 1. | Caleb Ewan       | Lotto-Soudal       | 4h27m04s |
| 2. | Arnaud Démare    | Groupama-FDJ       | + 0s     |
| 3. | Olav Kooij       | Jumbo-Visma        | + 0s     |
| 4. | Nacer Bouhanni   | Arkéa-Samsic       | + 0s     |
| 5. | Tim Merlier      | Alpecin-Fenix      | + 0s     |
| 6. | Pascal Ackermann | UAE Team Emirates  | + 0s     |
| 7. | Phil Bauhaus     | Bahrain Victorious | + 0s     |
| 8. | Simone Consonni  | Cofidis            | + 0s     |
| 9. | Elia Viviani     | Ineos Grenadiers   | + 0s     |
| 10. | Matteo Moschetti | Trek-Segafredo     | + 0s     |

| \| Classificação geral \| Classificação geral \| Classificação geral \| Classificação geral \| Classificação geral \| \| Ciclista \| Ciclista \| Equipe \| Tempo \| \| \| ------------------- \| ------------------- \| ---------------------- \| ------------------- \| ------------------- \| \| 1. \| Filippo Ganna \| Ineos Grenadiers \| 9h48m04s \| \| \| 2. \| Remco Evenepoel \| Quick-Step Alpha Vinyl \| + 11s \| \| \| 3. \| Tadej Pogačar \| UAE Team Emirates \| + 14s \| \| \| 4. \| Kasper Asgreen \| Quick-Step Alpha Vinyl \| + 24s \| \| \| 5. \| Alex Dowsett \| Israel-Premier Tech \| + 25s \| \| \| 6. \| Thymen Arensman \| Team DSM \| + 28s \| \| \| 7. \| Tobias Ludvigsson \| Groupama-FDJ \| + 32s \| \| \| 8. \| Jos van Emden \| Jumbo-Visma \| + 33s \| \| \| 9. \| Matteo Sobrero \| BikeExchange-Jayco \| + 39s \| \| \| 10. \| Lawson Craddock \| BikeExchange-Jayco \| + 39s \| \| |                   |                        |          |
| |                   |                        |          |
| Fonte: ProCyclingStats |                   |                        |          |
| Classificação geral |                   |                        |          |
| Ciclista | Ciclista          | Equipe                 | Tempo    |
| 1. | Filippo Ganna     | Ineos Grenadiers       | 9h48m04s |
| 2. | Remco Evenepoel   | Quick-Step Alpha Vinyl | + 11s    |
| 3. | Tadej Pogačar     | UAE Team Emirates      | + 14s    |
| 4. | Kasper Asgreen    | Quick-Step Alpha Vinyl | + 24s    |
| 5. | Alex Dowsett      | Israel-Premier Tech    | + 25s    |
| 6. | Thymen Arensman   | Team DSM               | + 28s    |
| 7. | Tobias Ludvigsson | Groupama-FDJ           | + 32s    |
| 8. | Jos van Emden     | Jumbo-Visma            | + 33s    |
| 9. | Matteo Sobrero    | BikeExchange-Jayco     | + 39s    |
| 10. | Lawson Craddock   | BikeExchange-Jayco     | + 39s    |

### 4.ª etapa
| Cascata delle Marmore - Bellante | média montanha | (202 km) |

| \| Classificação por etapas \| Classificação por etapas \| Classificação por etapas \| Classificação por etapas \| Classificação por etapas \| \| Ciclista \| Ciclista \| Equipe \| Tempo \| \| \| ------------------------ \| ------------------------ \| ------------------------ \| ------------------------ \| ------------------------ \| \| 1. \| Tadej Pogačar \| UAE Team Emirates \| 4h48m39s \| \| \| 2. \| Jonas Vingegaard \| Jumbo-Visma \| + 2s \| \| \| 3. \| Victor Lafay \| Cofidis \| + 2s \| \| \| 4. \| Remco Evenepoel \| Quick-Step Alpha Vinyl \| + 2s \| \| \| 5. \| Giulio Ciccone \| Trek-Segafredo \| + 5s \| \| \| 6. \| Tao Geoghegan Hart \| Ineos Grenadiers \| + 5s \| \| \| 7. \| Enric Mas \| Movistar Team \| + 5s \| \| \| 8. \| Wilco Kelderman \| Bora-Hansgrohe \| + 5s \| \| \| 9. \| Mikel Landa \| Bahrain Victorious \| + 5s \| \| \| 10. \| Jai Hindley \| Bora-Hansgrohe \| + 5s \| \| |                    |                        |          |
| |                    |                        |          |
| Fonte: ProCyclingStats |                    |                        |          |
| Classificação por etapas |                    |                        |          |
| Ciclista | Ciclista           | Equipe                 | Tempo    |
| 1. | Tadej Pogačar      | UAE Team Emirates      | 4h48m39s |
| 2. | Jonas Vingegaard   | Jumbo-Visma            | + 2s     |
| 3. | Victor Lafay       | Cofidis                | + 2s     |
| 4. | Remco Evenepoel    | Quick-Step Alpha Vinyl | + 2s     |
| 5. | Giulio Ciccone     | Trek-Segafredo         | + 5s     |
| 6. | Tao Geoghegan Hart | Ineos Grenadiers       | + 5s     |
| 7. | Enric Mas          | Movistar Team          | + 5s     |
| 8. | Wilco Kelderman    | Bora-Hansgrohe         | + 5s     |
| 9. | Mikel Landa        | Bahrain Victorious     | + 5s     |
| 10. | Jai Hindley        | Bora-Hansgrohe         | + 5s     |

| \| Classificação geral \| Classificação geral \| Classificação geral \| Classificação geral \| Classificação geral \| \| Ciclista \| Ciclista \| Equipe \| Tempo \| \| \| ------------------- \| ------------------- \| ---------------------- \| ------------------- \| ------------------- \| \| 1. \| Tadej Pogačar \| UAE Team Emirates \| 14h36m47s \| \| \| 2. \| Remco Evenepoel \| Quick-Step Alpha Vinyl \| + 9s \| \| \| 3. \| Filippo Ganna \| Ineos Grenadiers \| + 21s \| \| \| 4. \| Thymen Arensman \| Team DSM \| + 36s \| \| \| 5. \| Tao Geoghegan Hart \| Ineos Grenadiers \| + 43s \| \| \| 6. \| Jonas Vingegaard \| Jumbo-Visma \| + 45s \| \| \| 7. \| Miguel Ángel López \| Astana Qazaqstan Team \| + 50s \| \| \| 8. \| Marc Soler \| UAE Team Emirates \| + 56s \| \| \| 9. \| Richie Porte \| Ineos Grenadiers \| + 1m02s \| \| \| 10. \| Wilco Kelderman \| Bora-Hansgrohe \| + 1m04s \| \| |                    |                        |           |
| |                    |                        |           |
| Fonte: ProCyclingStats |                    |                        |           |
| Classificação geral |                    |                        |           |
| Ciclista | Ciclista           | Equipe                 | Tempo     |
| 1. | Tadej Pogačar      | UAE Team Emirates      | 14h36m47s |
| 2. | Remco Evenepoel    | Quick-Step Alpha Vinyl | + 9s      |
| 3. | Filippo Ganna      | Ineos Grenadiers       | + 21s     |
| 4. | Thymen Arensman    | Team DSM               | + 36s     |
| 5. | Tao Geoghegan Hart | Ineos Grenadiers       | + 43s     |
| 6. | Jonas Vingegaard   | Jumbo-Visma            | + 45s     |
| 7. | Miguel Ángel López | Astana Qazaqstan Team  | + 50s     |
| 8. | Marc Soler         | UAE Team Emirates      | + 56s     |
| 9. | Richie Porte       | Ineos Grenadiers       | + 1m02s   |
| 10. | Wilco Kelderman    | Bora-Hansgrohe         | + 1m04s   |

### 5.ª etapa
| Sefro - Fermo | alta montanha | (155 km) |

| \| Classificação por etapas \| Classificação por etapas \| Classificação por etapas \| Classificação por etapas \| Classificação por etapas \| \| Ciclista \| Ciclista \| Equipe \| Tempo \| \| \| ------------------------ \| ------------------------ \| ------------------------ \| ------------------------ \| ------------------------ \| \| 1. \| Warren Barguil \| Arkéa-Samsic \| 3h39m53s \| \| \| 2. \| Xandro Meurisse \| Alpecin-Fenix \| + 10s \| \| \| 3. \| Simone Velasco \| Astana Qazaqstan Team \| + 14s \| \| \| 4. \| Nelson Oliveira \| Movistar Team \| + 15s \| \| \| 5. \| Richie Porte \| Ineos Grenadiers \| + 26s \| \| \| 6. \| Tadej Pogačar \| UAE Team Emirates \| + 28s \| \| \| 7. \| Jonas Vingegaard \| Jumbo-Visma \| + 28s \| \| \| 8. \| Enric Mas \| Movistar Team \| + 28s \| \| \| 9. \| Remco Evenepoel \| Quick-Step Alpha Vinyl \| + 28s \| \| \| 10. \| Jai Hindley \| Bora-Hansgrohe \| + 28s \| \| |                  |                        |          |
| |                  |                        |          |
| Fonte: ProCyclingStats |                  |                        |          |
| Classificação por etapas |                  |                        |          |
| Ciclista | Ciclista         | Equipe                 | Tempo    |
| 1. | Warren Barguil   | Arkéa-Samsic           | 3h39m53s |
| 2. | Xandro Meurisse  | Alpecin-Fenix          | + 10s    |
| 3. | Simone Velasco   | Astana Qazaqstan Team  | + 14s    |
| 4. | Nelson Oliveira  | Movistar Team          | + 15s    |
| 5. | Richie Porte     | Ineos Grenadiers       | + 26s    |
| 6. | Tadej Pogačar    | UAE Team Emirates      | + 28s    |
| 7. | Jonas Vingegaard | Jumbo-Visma            | + 28s    |
| 8. | Enric Mas        | Movistar Team          | + 28s    |
| 9. | Remco Evenepoel  | Quick-Step Alpha Vinyl | + 28s    |
| 10. | Jai Hindley      | Bora-Hansgrohe         | + 28s    |

| \| Classificação geral \| Classificação geral \| Classificação geral \| Classificação geral \| Classificação geral \| \| Ciclista \| Ciclista \| Equipe \| Tempo \| \| \| ------------------- \| ------------------- \| ---------------------- \| ------------------- \| ------------------- \| \| 1. \| Tadej Pogačar \| UAE Team Emirates \| 18h17m08s \| \| \| 2. \| Remco Evenepoel \| Quick-Step Alpha Vinyl \| + 9s \| \| \| 3. \| Thymen Arensman \| Team DSM \| + 43s \| \| \| 4. \| Jonas Vingegaard \| Jumbo-Visma \| + 45s \| \| \| 5. \| Miguel Ángel López \| Astana Qazaqstan Team \| + 1m00s \| \| \| 6. \| Richie Porte \| Ineos Grenadiers \| + 1m00s \| \| \| 7. \| Tao Geoghegan Hart \| Ineos Grenadiers \| + 1m02s \| \| \| 8. \| Jai Hindley \| Bora-Hansgrohe \| + 1m06s \| \| \| 9. \| Enric Mas \| Movistar Team \| + 1m11s \| \| \| 10. \| Wilco Kelderman \| Bora-Hansgrohe \| + 1m14s \| \| |                    |                        |           |
| |                    |                        |           |
| Fonte: ProCyclingStats |                    |                        |           |
| Classificação geral |                    |                        |           |
| Ciclista | Ciclista           | Equipe                 | Tempo     |
| 1. | Tadej Pogačar      | UAE Team Emirates      | 18h17m08s |
| 2. | Remco Evenepoel    | Quick-Step Alpha Vinyl | + 9s      |
| 3. | Thymen Arensman    | Team DSM               | + 43s     |
| 4. | Jonas Vingegaard   | Jumbo-Visma            | + 45s     |
| 5. | Miguel Ángel López | Astana Qazaqstan Team  | + 1m00s   |
| 6. | Richie Porte       | Ineos Grenadiers       | + 1m00s   |
| 7. | Tao Geoghegan Hart | Ineos Grenadiers       | + 1m02s   |
| 8. | Jai Hindley        | Bora-Hansgrohe         | + 1m06s   |
| 9. | Enric Mas          | Movistar Team          | + 1m11s   |
| 10. | Wilco Kelderman    | Bora-Hansgrohe         | + 1m14s   |

### 6.ª etapa
| Apecchio - Carpegna | alta montanha | (213 km) |

| \| Classificação por etapas \| Classificação por etapas \| Classificação por etapas \| Classificação por etapas \| Classificação por etapas \| \| Ciclista \| Ciclista \| Equipe \| Tempo \| \| \| ------------------------ \| ------------------------ \| ------------------------ \| ------------------------ \| ------------------------ \| \| 1. \| Tadej Pogačar \| UAE Team Emirates \| 5h28m57s \| \| \| 2. \| Jonas Vingegaard \| Jumbo-Visma \| + 1m03s \| \| \| 3. \| Mikel Landa \| Bahrain Victorious \| + 1m03s \| \| \| 4. \| Richie Porte \| Ineos Grenadiers \| + 1m34s \| \| \| 5. \| Damiano Caruso \| Bahrain Victorious \| + 1m49s \| \| \| 6. \| Jai Hindley \| Bora-Hansgrohe \| + 1m49s \| \| \| 7. \| Thibaut Pinot \| Groupama-FDJ \| + 1m49s \| \| \| 8. \| Giulio Ciccone \| Trek-Segafredo \| + 2m23s \| \| \| 9. \| Pello Bilbao \| Bahrain Victorious \| + 2m23s \| \| \| 10. \| Thymen Arensman \| Team DSM \| + 2m23s \| \| |                  |                    |          |
| |                  |                    |          |
| Fonte: ProCyclingStats |                  |                    |          |
| Classificação por etapas |                  |                    |          |
| Ciclista | Ciclista         | Equipe             | Tempo    |
| 1. | Tadej Pogačar    | UAE Team Emirates  | 5h28m57s |
| 2. | Jonas Vingegaard | Jumbo-Visma        | + 1m03s  |
| 3. | Mikel Landa      | Bahrain Victorious | + 1m03s  |
| 4. | Richie Porte     | Ineos Grenadiers   | + 1m34s  |
| 5. | Damiano Caruso   | Bahrain Victorious | + 1m49s  |
| 6. | Jai Hindley      | Bora-Hansgrohe     | + 1m49s  |
| 7. | Thibaut Pinot    | Groupama-FDJ       | + 1m49s  |
| 8. | Giulio Ciccone   | Trek-Segafredo     | + 2m23s  |
| 9. | Pello Bilbao     | Bahrain Victorious | + 2m23s  |
| 10. | Thymen Arensman  | Team DSM           | + 2m23s  |

| \| Classificação geral \| Classificação geral \| Classificação geral \| Classificação geral \| Classificação geral \| \| Ciclista \| Ciclista \| Equipe \| Tempo \| \| \| ------------------- \| ------------------- \| ------------------- \| ------------------- \| ------------------- \| \| 1. \| Tadej Pogačar \| UAE Team Emirates \| 23h45m55s \| \| \| 2. \| Jonas Vingegaard \| Jumbo-Visma \| + 1m52s \| \| \| 3. \| Mikel Landa \| Bahrain Victorious \| + 2m33s \| \| \| 4. \| Richie Porte \| Ineos Grenadiers \| + 2m44s \| \| \| 5. \| Jai Hindley \| Bora-Hansgrohe \| + 3m05s \| \| \| 6. \| Thymen Arensman \| Team DSM \| + 3m16s \| \| \| 7. \| Damiano Caruso \| Bahrain Victorious \| + 3m20s \| \| \| 8. \| Thibaut Pinot \| Groupama-FDJ \| + 3m37s \| \| \| 9. \| Pello Bilbao \| Bahrain Victorious \| + 3m51s \| \| \| 10. \| Giulio Ciccone \| Trek-Segafredo \| + 4m03s \| \| |                  |                    |           |
| |                  |                    |           |
| Fonte: ProCyclingStats |                  |                    |           |
| Classificação geral |                  |                    |           |
| Ciclista | Ciclista         | Equipe             | Tempo     |
| 1. | Tadej Pogačar    | UAE Team Emirates  | 23h45m55s |
| 2. | Jonas Vingegaard | Jumbo-Visma        | + 1m52s   |
| 3. | Mikel Landa      | Bahrain Victorious | + 2m33s   |
| 4. | Richie Porte     | Ineos Grenadiers   | + 2m44s   |
| 5. | Jai Hindley      | Bora-Hansgrohe     | + 3m05s   |
| 6. | Thymen Arensman  | Team DSM           | + 3m16s   |
| 7. | Damiano Caruso   | Bahrain Victorious | + 3m20s   |
| 8. | Thibaut Pinot    | Groupama-FDJ       | + 3m37s   |
| 9. | Pello Bilbao     | Bahrain Victorious | + 3m51s   |
| 10. | Giulio Ciccone   | Trek-Segafredo     | + 4m03s   |

### 7.ª etapa
| San Benedetto del Tronto - San Benedetto del Tronto | etapa plana | (159 km) |

| \| Classificação por etapas \| Classificação por etapas \| Classificação por etapas \| Classificação por etapas \| Classificação por etapas \| \| Ciclista \| Ciclista \| Equipe \| Tempo \| \| \| ------------------------ \| ------------------------ \| ---------------------------------- \| ------------------------ \| ------------------------ \| \| 1. \| Phil Bauhaus \| Bahrain Victorious \| 3h39m58s \| \| \| 2. \| Giacomo Nizzolo \| Israel-Premier Tech \| + 0s \| \| \| 3. \| Kaden Groves \| BikeExchange-Jayco \| + 0s \| \| \| 4. \| Davide Cimolai \| Cofidis \| + 0s \| \| \| 5. \| Alberto Dainese \| Team DSM \| + 0s \| \| \| 6. \| Alexander Kristoff \| Intermarché-Wanty-Gobert Matériaux \| + 0s \| \| \| 7. \| Edvald Boasson Hagen \| TotalEnergies \| + 0s \| \| \| 8. \| Olav Kooij \| Jumbo-Visma \| + 0s \| \| \| 9. \| Arnaud Démare \| Groupama-FDJ \| + 0s \| \| \| 10. \| Matteo Moschetti \| Trek-Segafredo \| + 0s \| \| |                      |                                    |          |
| |                      |                                    |          |
| Fonte: ProCyclingStats |                      |                                    |          |
| Classificação por etapas |                      |                                    |          |
| Ciclista | Ciclista             | Equipe                             | Tempo    |
| 1. | Phil Bauhaus         | Bahrain Victorious                 | 3h39m58s |
| 2. | Giacomo Nizzolo      | Israel-Premier Tech                | + 0s     |
| 3. | Kaden Groves         | BikeExchange-Jayco                 | + 0s     |
| 4. | Davide Cimolai       | Cofidis                            | + 0s     |
| 5. | Alberto Dainese      | Team DSM                           | + 0s     |
| 6. | Alexander Kristoff   | Intermarché-Wanty-Gobert Matériaux | + 0s     |
| 7. | Edvald Boasson Hagen | TotalEnergies                      | + 0s     |
| 8. | Olav Kooij           | Jumbo-Visma                        | + 0s     |
| 9. | Arnaud Démare        | Groupama-FDJ                       | + 0s     |
| 10. | Matteo Moschetti     | Trek-Segafredo                     | + 0s     |

## Classificações finais
- As classificações finalizaram da seguinte forma:[4]:

### Classificação geral
| \| Classificação geral \| Classificação geral \| Classificação geral \| Classificação geral \| Classificação geral \| \| Ciclista \| Ciclista \| Equipe \| Tempo \| \| \| ------------------- \| ------------------- \| ------------------- \| ------------------- \| ------------------- \| \| 1. \| Tadej Pogačar \| UAE Team Emirates \| 27h25m53s \| \| \| 2. \| Jonas Vingegaard \| Jumbo-Visma \| + 1m52s \| \| \| 3. \| Mikel Landa \| Bahrain Victorious \| + 2m33s \| \| \| 4. \| Richie Porte \| Ineos Grenadiers \| + 2m44s \| \| \| 5. \| Jai Hindley \| Bora-Hansgrohe \| + 3m05s \| \| \| 6. \| Thymen Arensman \| Team DSM \| + 3m16s \| \| \| 7. \| Damiano Caruso \| Bahrain Victorious \| + 3m20s \| \| \| 8. \| Thibaut Pinot \| Groupama-FDJ \| + 3m37s \| \| \| 9. \| Pello Bilbao \| Bahrain Victorious \| + 3m51s \| \| \| 10. \| Giulio Ciccone \| Trek-Segafredo \| + 4m03s \| \| |                  |                    |           |
| |                  |                    |           |
| Fonte: ProCyclingStats |                  |                    |           |
| Classificação geral |                  |                    |           |
| Ciclista | Ciclista         | Equipe             | Tempo     |
| 1. | Tadej Pogačar    | UAE Team Emirates  | 27h25m53s |
| 2. | Jonas Vingegaard | Jumbo-Visma        | + 1m52s   |
| 3. | Mikel Landa      | Bahrain Victorious | + 2m33s   |
| 4. | Richie Porte     | Ineos Grenadiers   | + 2m44s   |
| 5. | Jai Hindley      | Bora-Hansgrohe     | + 3m05s   |
| 6. | Thymen Arensman  | Team DSM           | + 3m16s   |
| 7. | Damiano Caruso   | Bahrain Victorious | + 3m20s   |
| 8. | Thibaut Pinot    | Groupama-FDJ       | + 3m37s   |
| 9. | Pello Bilbao     | Bahrain Victorious | + 3m51s   |
| 10. | Giulio Ciccone   | Trek-Segafredo     | + 4m03s   |

### Classificação da montanha
| Classificação da montanha | Classificação da montanha | Classificação da montanha | Classificação da montanha | Classificação da montanha |
| Ciclista                  | Ciclista                  | Equipe                    | Pontos                    |                           |
| ------------------------- | ------------------------- | ------------------------- | ------------------------- | ------------------------- |
| 1.                        | Quinn Simmons             | Trek-Segafredo            | 35 pts                    |                           |
| 2.                        | Tadej Pogačar             | UAE Team Emirates         | 25 pts                    |                           |
| 3.                        | Jonas Vingegaard          | Jumbo-Visma               | 15 pts                    |                           |
| 4.                        | Davide Bais               | Eolo-Kometa               | 13 pts                    |                           |
| 5.                        | Damiano Caruso            | Bahrain Victorious        | 11 pts                    |                           |
| 6.                        | Mikel Landa               | Bahrain Victorious        | 10 pts                    |                           |
| 7.                        | Warren Barguil            | Arkéa-Samsic              | 9 pts                     |                           |
| 8.                        | Xandro Meurisse           | Alpecin-Fenix             | 9 pts                     |                           |
| 9.                        | Francesco Gavazzi         | Eolo-Kometa               | 8 pts                     |                           |
| 10.                       | Richie Porte              | Ineos Grenadiers          | 7 pts                     |                           |

### Classificação dos pontos
| Classificação por pontos | Classificação por pontos | Classificação por pontos | Classificação por pontos | Classificação por pontos |
| Ciclista                 | Ciclista                 | Equipe                   | Pontos                   |                          |
| ------------------------ | ------------------------ | ------------------------ | ------------------------ | ------------------------ |
| 1.                       | Tadej Pogačar            | UAE Team Emirates        | 44 pts                   |                          |
| 2.                       | Jonas Vingegaard         | Jumbo-Visma              | 24 pts                   |                          |
| 3.                       | Phil Bauhaus             | Bahrain Victorious       | 21 pts                   |                          |
| 4.                       | Olav Kooij               | Jumbo-Visma              | 21 pts                   |                          |
| 5.                       | Remco Evenepoel          | Quick-Step Alpha Vinyl   | 19 pts                   |                          |
| 6.                       | Tim Merlier              | Alpecin-Fenix            | 18 pts                   |                          |
| 7.                       | Kaden Groves             | BikeExchange-Jayco       | 16 pts                   |                          |
| 8.                       | Richie Porte             | Ineos Grenadiers         | 13 pts                   |                          |
| 9.                       | Giacomo Nizzolo          | Israel-Premier Tech      | 13 pts                   |                          |
| 10.                      | Warren Barguil           | Arkéa-Samsic             | 12 pts                   |                          |

### Classificação dos jovens
| Classificação dos jovens | Classificação dos jovens | Classificação dos jovens        | Classificação dos jovens | Classificação dos jovens |
| Ciclista                 | Ciclista                 | Equipe                          | Tempo                    |                          |
| ------------------------ | ------------------------ | ------------------------------- | ------------------------ | ------------------------ |
| 1.                       | Tadej Pogačar            | UAE Team Emirates               | 27h25m53s                |                          |
| 2.                       | Thymen Arensman          | Team DSM                        | + 3m16s                  |                          |
| 3.                       | Remco Evenepoel          | Quick-Step Alpha Vinyl          | + 4m20s                  |                          |
| 4.                       | Jefferson Cepeda         | Caja Rural-Seguros RGA          | + 19m56s                 |                          |
| 5.                       | Natnael Tesfatsion       | Drone Hopper-Androni Giocattoli | + 25m03s                 |                          |
| 6.                       | Matteo Sobrero           | BikeExchange-Jayco              | + 29m59s                 |                          |
| 7.                       | Valentin Ferron          | TotalEnergies                   | + 38m32s                 |                          |
| 8.                       | Quinn Simmons            | Trek-Segafredo                  | + 43m28s                 |                          |
| 9.                       | Einer Rubio              | Movistar Team                   | + 47m06s                 |                          |
| 10.                      | Mikkel Honoré            | Quick-Step Alpha Vinyl          | + 1h00m49s               |                          |

### Classificação por equipas
| Classificação por equipes | Classificação por equipes       | Classificação por equipes | Classificação por equipes |
| Equipe                    | Equipe                          | Tempo                     |                           |
| ------------------------- | ------------------------------- | ------------------------- | ------------------------- |
| 1.                        | Bahrain Victorious              | 82h26m46s                 |                           |
| 2.                        | UAE Team Emirates               | + 8m11s                   |                           |
| 3.                        | Bora-Hansgrohe                  | + 19m04s                  |                           |
| 4.                        | Ineos Grenadiers                | + 27m06s                  |                           |
| 5.                        | Cofidis                         | + 29m06s                  |                           |
| 6.                        | Team DSM                        | + 34m16s                  |                           |
| 7.                        | AG2R Citroën Team               | + 35m14s                  |                           |
| 8.                        | Movistar Team                   | + 35m54s                  |                           |
| 9.                        | Drone Hopper-Androni Giocattoli | + 40m08s                  |                           |
| 10.                       | Eolo-Kometa                     | + 43m37s                  |                           |

## Evolução das classificações
| Etapa |                           | Vencedor _     | Classificação geral | Prêmio por pontos | Prêmio de montanha | Juventude       | Equipes _              |
| ----- | ------------------------- | -------------- | ------------------- | ----------------- | ------------------ | --------------- | ---------------------- |
| 1     | contrarrelógio individual | Filippo Ganna  | Filippo Ganna       | Filippo Ganna     | não atribuído      | Remco Evenepoel | Quick-Step Alpha Vinyl |
| 2     | etapa escarpada           | Tim Merlier    | Filippo Ganna       | Filippo Ganna     | Davide Bais        | Remco Evenepoel | Quick-Step Alpha Vinyl |
| 3     | etapa plana               | Caleb Ewan     | Filippo Ganna       | Tim Merlier       | Davide Bais        | Remco Evenepoel | Quick-Step Alpha Vinyl |
| 4     | média montanha            | Tadej Pogačar  | Tadej Pogačar       | Tadej Pogačar     | Quinn Simmons      | Tadej Pogačar   | Ineos Grenadiers       |
| 5     | alta montanha             | Warren Barguil | Tadej Pogačar       | Tadej Pogačar     | Quinn Simmons      | Tadej Pogačar   | Bahrain Victorious     |
| 6     | alta montanha             | Tadej Pogačar  | Tadej Pogačar       | Tadej Pogačar     | Quinn Simmons      | Tadej Pogačar   | Bahrain Victorious     |
| 7     | etapa plana               | Phil Bauhaus   | Tadej Pogačar       | Tadej Pogačar     | Quinn Simmons      | Tadej Pogačar   | Bahrain Victorious     |
| Final | Final                     |                | Tadej Pogačar       | Tadej Pogačar     | Quinn Simmons      | Tadej Pogačar   | Bahrain Victorious     |

## Ciclistas participantes e posições finais
| UAE Team Emirates UAD | UAE Team Emirates UAD     | UAE Team Emirates UAD |
| --------------------- | ------------------------- | --------------------- |
| Num                   | Ciclista                  | Pos                   |
| 1                     | Tadej Pogačar (SLO)       | 1.                    |
| 2                     | Pascal Ackermann (GER)    | 129.                  |
| 3                     | Mikkel Bjerg (DEN)        | 139.                  |
| 4                     | Davide Formolo (ITA)      | 46.                   |
| 5                     | Rafał Majka (POL)         | 25.                   |
| 6                     | Maximiliano Richeze (ARG) | 136.                  |
| 7                     | Marc Soler (ESP)          | 15.                   |

| AG2R Citroën Team ACT | AG2R Citroën Team ACT   | AG2R Citroën Team ACT |
| --------------------- | ----------------------- | --------------------- |
| Num                   | Ciclista                | Pos                   |
| 11                    | Greg Van Avermaet (BEL) | 57.                   |
| 12                    | Geoffrey Bouchard (FRA) | 22.                   |
| 13                    | Lilian Calmejane (FRA)  | 36.                   |
| 14                    | Benoît Cosnefroy (FRA)  | 54.                   |
| 15                    | Bob Jungels (LUX)       | 23.                   |
| 16                    | Michael Schär (SUI)     | 43.                   |
| 17                    | Andrea Vendrame (ITA)   | 52.                   |

| Alpecin-Fenix AFC | Alpecin-Fenix AFC       | Alpecin-Fenix AFC |
| ----------------- | ----------------------- | ----------------- |
| Num               | Ciclista                | Pos               |
| 21                | Tim Merlier (BEL)       | 114.              |
| 22                | Michael Gogl (AUT)      | 67.               |
| 23                | Xandro Meurisse (BEL)   | 42.               |
| 24                | Stefano Oldani (ITA)    | DNF-6             |
| 25                | Edward Planckaert (BEL) | 121.              |
| 26                | Robert Stannard (AUS)   | DNF-7             |
| 27                | Gianni Vermeersch (BEL) | 78.               |

| Astana Qazaqstan Team AST | Astana Qazaqstan Team AST | Astana Qazaqstan Team AST |
| ------------------------- | ------------------------- | ------------------------- |
| Num                       | Ciclista                  | Pos                       |
| 31                        | Miguel Ángel López (COL)  | 21.                       |
| 32                        | Leonardo Basso (ITA)      | 127.                      |
| 33                        | Manuele Boaro (ITA)       | 86.                       |
| 34                        | Davide Martinelli (ITA)   | 113.                      |
| 35                        | Gianni Moscon (ITA)       | 118.                      |
| 36                        | Harold Tejada (COL)       | DNF-6                     |
| 37                        | Simone Velasco (ITA)      | 35.                       |

| Bahrain Victorious TBV | Bahrain Victorious TBV  | Bahrain Victorious TBV |
| ---------------------- | ----------------------- | ---------------------- |
| Num                    | Ciclista                | Pos                    |
| 41                     | Damiano Caruso (ITA)    | 7.                     |
| 42                     | Phil Bauhaus (GER)      | 124.                   |
| 43                     | Pello Bilbao (ESP)      | 9.                     |
| 44                     | Heinrich Haussler (AUS) | 112.                   |
| 45                     | Mikel Landa (ESP)       | 3.                     |
| 46                     | Jan Tratnik (SLO)       | 87.                    |
| 47                     | Jasha Sütterlin (GER)   | 95.                    |

| Bardiani CSF Faizanè BCF | Bardiani CSF Faizanè BCF | Bardiani CSF Faizanè BCF |
| ------------------------ | ------------------------ | ------------------------ |
| Num                      | Ciclista                 | Pos                      |
| 51                       | Giovanni Visconti (ITA)  | DNF-2                    |
| 52                       | Jonathan Cañaveral (COL) | 143.                     |
| 53                       | Filippo Fiorelli (ITA)   | 138.                     |
| 54                       | Davide Gabburo (ITA)     | 137.                     |
| 55                       | Sacha Modolo (ITA)       | 97.                      |
| 56                       | Luca Rastelli (ITA)      | 101.                     |
| 57                       | Alessandro Tonelli (ITA) | 51.                      |

| Bora-Hansgrohe BOH | Bora-Hansgrohe BOH     | Bora-Hansgrohe BOH |
| ------------------ | ---------------------- | ------------------ |
| Num                | Ciclista               | Pos                |
| 61                 | Wilco Kelderman (NED)  | 19.                |
| 62                 | Cesare Benedetti (POL) | 82.                |
| 63                 | Emanuel Buchmann (GER) | 28.                |
| 64                 | Matteo Fabbro (ITA)    | 61.                |
| 65                 | Marco Haller (AUT)     | 103.               |
| 66                 | Jai Hindley (AUS)      | 5.                 |
| 67                 | Jordi Meeus (BEL)      | 130.               |

| Cofidis COF | Cofidis COF           | Cofidis COF |
| ----------- | --------------------- | ----------- |
| Num         | Ciclista              | Pos         |
| 71          | Benjamin Thomas (FRA) | 75.         |
| 73          | Davide Cimolai (ITA)  | 127.        |
| 74          | Simone Consonni (ITA) | NP-5        |
| 75          | Victor Lafay (FRA)    | 16.         |
| 76          | Anthony Perez (FRA)   | 39.         |
| 77          | Davide Villella (ITA) | 29.         |

| Drone Hopper-Androni Giocattoli DRA | Drone Hopper-Androni Giocattoli DRA | Drone Hopper-Androni Giocattoli DRA |
| ----------------------------------- | ----------------------------------- | ----------------------------------- |
| Num                                 | Ciclista                            | Pos                                 |
| 81                                  | Mattia Bais (ITA)                   | DNF-7                               |
| 82                                  | Alexander Cepeda (ECU)              | 30.                                 |
| 83                                  | Umberto Marengo (ITA)               | 107.                                |
| 84                                  | Jhonatan Restrepo (COL)             | NP-7                                |
| 85                                  | Eduardo Sepúlveda (ARG)             | 26.                                 |
| 86                                  | Natnael Tesfatsion (ERI)            | 37.                                 |
| 87                                  | Edoardo Zardini (ITA)               | 83.                                 |

| EF Education-EasyPost EFE | EF Education-EasyPost EFE | EF Education-EasyPost EFE |
| ------------------------- | ------------------------- | ------------------------- |
| Num                       | Ciclista                  | Pos                       |
| 91                        | Rigoberto Urán (COL)      | 14.                       |
| 92                        | Ruben Guerreiro (POR)     | DNF-3                     |
| 93                        | Michael Valgren (DEN)     | 81.                       |
| 94                        | Magnus Cort (DEN)         | DNF-7                     |
| 95                        | Mark Padun (UKR)          | DNF-5                     |
| 96                        | Jonathan Caicedo (ECU)    | 66.                       |
| 97                        | Tom Scully (NZL)          | 140.                      |

| Eolo-Kometa EOK | Eolo-Kometa EOK         | Eolo-Kometa EOK |
| --------------- | ----------------------- | --------------- |
| Num             | Ciclista                | Pos             |
| 101             | Diego Rosa (ITA)        | 38.             |
| 102             | Vincenzo Albanese (ITA) | 79.             |
| 103             | Davide Bais (ITA)       | 133.            |
| 104             | Lorenzo Fortunato (ITA) | 18.             |
| 105             | Francesco Gavazzi (ITA) | 39.             |
| 106             | Giovanni Lonardi (ITA)  | 119.            |
| 107             | Mirco Maestri (ITA)     | 96.             |

| Groupama-FDJ GFC | Groupama-FDJ GFC                    | Groupama-FDJ GFC |
| ---------------- | ----------------------------------- | ---------------- |
| Num              | Ciclista                            | Pos              |
| 111              | Thibaut Pinot (FRA)                 | 8.               |
| 112              | Arnaud Démare (FRA)                 | 77.              |
| 113              | Antoine Duchesne (CAN)              | 49.              |
| 114              | Jacopo Guarnieri (ITA)              | 134.             |
| 115              | Ignatas Konovalovas (LTU) (estrada) | 104.             |
| 116              | Tobias Ludvigsson (SWE)             | 53.              |
| 117              | Ramon Sinkeldam (NED)               | 126.             |

| Ineos Grenadiers IGD | Ineos Grenadiers IGD        | Ineos Grenadiers IGD |
| -------------------- | --------------------------- | -------------------- |
| Num                  | Ciclista                    | Pos                  |
| 121                  | Richard Carapaz (ECU) (CRI) | NP-5                 |
| 122                  | Filippo Ganna (ITA) (CRI)   | 71.                  |
| 123                  | Tao Geoghegan Hart (GBR)    | NP-7                 |
| 124                  | Jhonatan Narváez (ECU)      | DNF-6                |
| 125                  | Richie Porte (AUS)          | 4.                   |
| 126                  | Ben Swift (GBR) (estrada)   | 58.                  |
| 127                  | Elia Viviani (ITA)          | DNF-6                |

| Intermarché-Wanty-Gobert Matériaux IWG | Intermarché-Wanty-Gobert Matériaux IWG | Intermarché-Wanty-Gobert Matériaux IWG |
| -------------------------------------- | -------------------------------------- | -------------------------------------- |
| Num                                    | Ciclista                               | Pos                                    |
| 131                                    | Alexander Kristoff (NOR)               | 85.                                    |
| 132                                    | Sven Erik Bystrøm (NOR)                | 60.                                    |
| 133                                    | Andrea Pasqualon (ITA)                 | 70.                                    |
| 134                                    | Adrien Petit (FRA)                     | 117.                                   |
| 135                                    | Domenico Pozzovivo (ITA)               | 13.                                    |
| 136                                    | Lorenzo Rota (ITA)                     | 24.                                    |
| 137                                    | Taco van der Hoorn (NED)               | 141.                                   |

| Israel-Premier Tech IPT | Israel-Premier Tech IPT | Israel-Premier Tech IPT |
| ----------------------- | ----------------------- | ----------------------- |
| Num                     | Ciclista                | Pos                     |
| 141                     | Jakob Fuglsang (DEN)    | 41.                     |
| 142                     | Matthias Brändle (AUT)  | 110.                    |
| 143                     | Alex Dowsett (GBR)      | 111.                    |
| 144                     | Daryl Impey (RSA)       | 76.                     |
| 145                     | Krists Neilands (LAT)   | 64.                     |
| 146                     | Giacomo Nizzolo (ITA)   | 116.                    |
| 147                     | Rick Zabel (GER)        | 142.                    |

| Jumbo-Visma TJV | Jumbo-Visma TJV          | Jumbo-Visma TJV |
| --------------- | ------------------------ | --------------- |
| Num             | Ciclista                 | Pos             |
| 151             | Jonas Vingegaard (DEN)   | 2.              |
| 152             | Edoardo Affini (ITA)     | 109.            |
| 153             | Koen Bouwman (NED)       | 34.             |
| 154             | Olav Kooij (NED)         | 115.            |
| 155             | Sepp Kuss (USA)          | 68.             |
| 156             | Tosh Van der Sande (BEL) | 65.             |
| 157             | Jos van Emden (NED)      | 91.             |

| Lotto-Soudal LTS | Lotto-Soudal LTS          | Lotto-Soudal LTS |
| ---------------- | ------------------------- | ---------------- |
| Num              | Ciclista                  | Pos              |
| 161              | Tim Wellens (BEL)         | DNF-6            |
| 162              | Caleb Ewan (AUS)          | DNF-4            |
| 163              | Roger Kluge (GER)         | 125.             |
| 164              | Michaek Schwarzmann (GER) | 120.             |
| 165              | Rüdiger Selig (GER)       | DNF-5            |
| 166              | Harry Sweeny (AUS)        | 99.              |
| 167              | Maxim Van Gils (BEL)      | DNF-5            |

| Movistar Team MOV | Movistar Team MOV       | Movistar Team MOV |
| ----------------- | ----------------------- | ----------------- |
| Num               | Ciclista                | Pos               |
| 171               | Enric Mas (ESP)         | NP-7              |
| 172               | Alex Aranburu (ESP)     | 29.               |
| 173               | Jorge Arcas (ESP)       | 62.               |
| 174               | Mathias Norsgaard (DEN) | 108.              |
| 175               | Lluís Mas (ESP)         | DNF-6             |
| 176               | Nelson Oliveira (POR)   | 32.               |
| 177               | Einer Rubio (COL)       | 72.               |

| Quick-Step Alpha Vinyl QST | Quick-Step Alpha Vinyl QST         | Quick-Step Alpha Vinyl QST |
| -------------------------- | ---------------------------------- | -------------------------- |
| Num                        | Ciclista                           | Pos                        |
| 181                        | Julian Alaphilippe (FRA) (estrada) | 33.                        |
| 182                        | Kasper Asgreen (DEN) (CRI)         | 88.                        |
| 183                        | Davide Ballerini (ITA)             | 80.                        |
| 184                        | Mark Cavendish (GBR)               | 128.                       |
| 185                        | Josef Černý (CZE) (CRI)            | 135.                       |
| 186                        | Remco Evenepoel (BEL)              | 11.                        |
| 187                        | Mikkel Honoré (DEN)                | 93.                        |

| Arkéa-Samsic ARK | Arkéa-Samsic ARK         | Arkéa-Samsic ARK |
| ---------------- | ------------------------ | ---------------- |
| Num              | Ciclista                 | Pos              |
| 191              | Warren Barguil (FRA)     | 20.              |
| 192              | Maxime Bouet (FRA)       | 31.              |
| 193              | Nacer Bouhanni (FRA)     | NP-5             |
| 194              | Thibault Guernalec (FRA) | NP-6             |
| 195              | Daniel McLay (GBR)       | NP-6             |
| 196              | Alan Riou (FRA)          | 106.             |
| 197              | Clément Russo (FRA)      | 84.              |

| BikeExchange-Jayco BEX | BikeExchange-Jayco BEX     | BikeExchange-Jayco BEX |
| ---------------------- | -------------------------- | ---------------------- |
| Num                    | Ciclista                   | Pos                    |
| 201                    | Michael Matthews (AUS)     | 50.                    |
| 202                    | Lawson Craddock (USA)      | 92.                    |
| 203                    | Alexander Edmondson (AUS)  | 94.                    |
| 204                    | Tsgabu Grmay (ETH)         | 69.                    |
| 205                    | Kaden Groves (AUS)         | 132.                   |
| 206                    | Alexander Konychev (ITA)   | 105.                   |
| 207                    | Matteo Sobrero (ITA) (CRI) | 44.                    |

| Team DSM DSM | Team DSM DSM            | Team DSM DSM |
| ------------ | ----------------------- | ------------ |
| Num          | Ciclista                | Pos          |
| 211          | Romain Bardet (FRA)     | 12.          |
| 212          | Thymen Arensman (NED)   | 6.           |
| 213          | Nikias Arndt (GER)      | 75.          |
| 214          | Alberto Dainese (ITA)   | 122.         |
| 215          | Chris Hamilton (AUS)    | 74.          |
| 216          | Joris Nieuwenhuis (NED) | 100.         |
| 217          | Martijn Tusveld (NED)   | 98.          |

| TotalEnergies TEN | TotalEnergies TEN           | TotalEnergies TEN |
| ----------------- | --------------------------- | ----------------- |
| Num               | Ciclista                    | Pos               |
| 221               | Peter Sagan (SVK) (estrada) | NP-3              |
| 222               | Edvald Boasson Hagen (NOR)  | 73.               |
| 223               | Maciej Bodnar (POL) (CRI)   | 123.              |
| 224               | Valentin Ferron (FRA)       | 55.               |
| 225               | Daniel Oss (ITA)            | 89.               |
| 226               | Cristián Rodríguez (ESP)    | 17.               |
| 227               | Julien Simon (FRA)          | 56.               |

| Trek-Segafredo TFS | Trek-Segafredo TFS                 | Trek-Segafredo TFS |
| ------------------ | ---------------------------------- | ------------------ |
| Num                | Ciclista                           | Pos                |
| 231                | Giulio Ciccone (ITA)               | 10.                |
| 232                | Gianluca Brambilla (ITA)           | 48.                |
| 233                | Dario Cataldo (ITA)                | 45.                |
| 234                | Matteo Moschetti (ITA)             | 131.               |
| 235                | Quinn Simmons (USA)                | 63.                |
| 236                | Toms Skujiņš (LAT) (estrada e CRI) | 59.                |
| 237                | Edward Theuns (BEL)                | 102.               |

| UAE Team Emirates UAD | UAE Team Emirates UAD     | UAE Team Emirates UAD |
| --------------------- | ------------------------- | --------------------- |
| Num                   | Ciclista                  | Pos                   |
| 1                     | Tadej Pogačar (SLO)       | 1.                    |
| 2                     | Pascal Ackermann (GER)    | 129.                  |
| 3                     | Mikkel Bjerg (DEN)        | 139.                  |
| 4                     | Davide Formolo (ITA)      | 46.                   |
| 5                     | Rafał Majka (POL)         | 25.                   |
| 6                     | Maximiliano Richeze (ARG) | 136.                  |
| 7                     | Marc Soler (ESP)          | 15.                   |

| AG2R Citroën Team ACT | AG2R Citroën Team ACT   | AG2R Citroën Team ACT |
| --------------------- | ----------------------- | --------------------- |
| Num                   | Ciclista                | Pos                   |
| 11                    | Greg Van Avermaet (BEL) | 57.                   |
| 12                    | Geoffrey Bouchard (FRA) | 22.                   |
| 13                    | Lilian Calmejane (FRA)  | 36.                   |
| 14                    | Benoît Cosnefroy (FRA)  | 54.                   |
| 15                    | Bob Jungels (LUX)       | 23.                   |
| 16                    | Michael Schär (SUI)     | 43.                   |
| 17                    | Andrea Vendrame (ITA)   | 52.                   |

| Alpecin-Fenix AFC | Alpecin-Fenix AFC       | Alpecin-Fenix AFC |
| ----------------- | ----------------------- | ----------------- |
| Num               | Ciclista                | Pos               |
| 21                | Tim Merlier (BEL)       | 114.              |
| 22                | Michael Gogl (AUT)      | 67.               |
| 23                | Xandro Meurisse (BEL)   | 42.               |
| 24                | Stefano Oldani (ITA)    | DNF-6             |
| 25                | Edward Planckaert (BEL) | 121.              |
| 26                | Robert Stannard (AUS)   | DNF-7             |
| 27                | Gianni Vermeersch (BEL) | 78.               |

| Astana Qazaqstan Team AST | Astana Qazaqstan Team AST | Astana Qazaqstan Team AST |
| ------------------------- | ------------------------- | ------------------------- |
| Num                       | Ciclista                  | Pos                       |
| 31                        | Miguel Ángel López (COL)  | 21.                       |
| 32                        | Leonardo Basso (ITA)      | 127.                      |
| 33                        | Manuele Boaro (ITA)       | 86.                       |
| 34                        | Davide Martinelli (ITA)   | 113.                      |
| 35                        | Gianni Moscon (ITA)       | 118.                      |
| 36                        | Harold Tejada (COL)       | DNF-6                     |
| 37                        | Simone Velasco (ITA)      | 35.                       |

| Bahrain Victorious TBV | Bahrain Victorious TBV  | Bahrain Victorious TBV |
| ---------------------- | ----------------------- | ---------------------- |
| Num                    | Ciclista                | Pos                    |
| 41                     | Damiano Caruso (ITA)    | 7.                     |
| 42                     | Phil Bauhaus (GER)      | 124.                   |
| 43                     | Pello Bilbao (ESP)      | 9.                     |
| 44                     | Heinrich Haussler (AUS) | 112.                   |
| 45                     | Mikel Landa (ESP)       | 3.                     |
| 46                     | Jan Tratnik (SLO)       | 87.                    |
| 47                     | Jasha Sütterlin (GER)   | 95.                    |

| Bardiani CSF Faizanè BCF | Bardiani CSF Faizanè BCF | Bardiani CSF Faizanè BCF |
| ------------------------ | ------------------------ | ------------------------ |
| Num                      | Ciclista                 | Pos                      |
| 51                       | Giovanni Visconti (ITA)  | DNF-2                    |
| 52                       | Jonathan Cañaveral (COL) | 143.                     |
| 53                       | Filippo Fiorelli (ITA)   | 138.                     |
| 54                       | Davide Gabburo (ITA)     | 137.                     |
| 55                       | Sacha Modolo (ITA)       | 97.                      |
| 56                       | Luca Rastelli (ITA)      | 101.                     |
| 57                       | Alessandro Tonelli (ITA) | 51.                      |

| Bora-Hansgrohe BOH | Bora-Hansgrohe BOH     | Bora-Hansgrohe BOH |
| ------------------ | ---------------------- | ------------------ |
| Num                | Ciclista               | Pos                |
| 61                 | Wilco Kelderman (NED)  | 19.                |
| 62                 | Cesare Benedetti (POL) | 82.                |
| 63                 | Emanuel Buchmann (GER) | 28.                |
| 64                 | Matteo Fabbro (ITA)    | 61.                |
| 65                 | Marco Haller (AUT)     | 103.               |
| 66                 | Jai Hindley (AUS)      | 5.                 |
| 67                 | Jordi Meeus (BEL)      | 130.               |

| Cofidis COF | Cofidis COF           | Cofidis COF |
| ----------- | --------------------- | ----------- |
| Num         | Ciclista              | Pos         |
| 71          | Benjamin Thomas (FRA) | 75.         |
| 73          | Davide Cimolai (ITA)  | 127.        |
| 74          | Simone Consonni (ITA) | NP-5        |
| 75          | Victor Lafay (FRA)    | 16.         |
| 76          | Anthony Perez (FRA)   | 39.         |
| 77          | Davide Villella (ITA) | 29.         |

| Drone Hopper-Androni Giocattoli DRA | Drone Hopper-Androni Giocattoli DRA | Drone Hopper-Androni Giocattoli DRA |
| ----------------------------------- | ----------------------------------- | ----------------------------------- |
| Num                                 | Ciclista                            | Pos                                 |
| 81                                  | Mattia Bais (ITA)                   | DNF-7                               |
| 82                                  | Alexander Cepeda (ECU)              | 30.                                 |
| 83                                  | Umberto Marengo (ITA)               | 107.                                |
| 84                                  | Jhonatan Restrepo (COL)             | NP-7                                |
| 85                                  | Eduardo Sepúlveda (ARG)             | 26.                                 |
| 86                                  | Natnael Tesfatsion (ERI)            | 37.                                 |
| 87                                  | Edoardo Zardini (ITA)               | 83.                                 |

| EF Education-EasyPost EFE | EF Education-EasyPost EFE | EF Education-EasyPost EFE |
| ------------------------- | ------------------------- | ------------------------- |
| Num                       | Ciclista                  | Pos                       |
| 91                        | Rigoberto Urán (COL)      | 14.                       |
| 92                        | Ruben Guerreiro (POR)     | DNF-3                     |
| 93                        | Michael Valgren (DEN)     | 81.                       |
| 94                        | Magnus Cort (DEN)         | DNF-7                     |
| 95                        | Mark Padun (UKR)          | DNF-5                     |
| 96                        | Jonathan Caicedo (ECU)    | 66.                       |
| 97                        | Tom Scully (NZL)          | 140.                      |

| Eolo-Kometa EOK | Eolo-Kometa EOK         | Eolo-Kometa EOK |
| --------------- | ----------------------- | --------------- |
| Num             | Ciclista                | Pos             |
| 101             | Diego Rosa (ITA)        | 38.             |
| 102             | Vincenzo Albanese (ITA) | 79.             |
| 103             | Davide Bais (ITA)       | 133.            |
| 104             | Lorenzo Fortunato (ITA) | 18.             |
| 105             | Francesco Gavazzi (ITA) | 39.             |
| 106             | Giovanni Lonardi (ITA)  | 119.            |
| 107             | Mirco Maestri (ITA)     | 96.             |

| Groupama-FDJ GFC | Groupama-FDJ GFC                    | Groupama-FDJ GFC |
| ---------------- | ----------------------------------- | ---------------- |
| Num              | Ciclista                            | Pos              |
| 111              | Thibaut Pinot (FRA)                 | 8.               |
| 112              | Arnaud Démare (FRA)                 | 77.              |
| 113              | Antoine Duchesne (CAN)              | 49.              |
| 114              | Jacopo Guarnieri (ITA)              | 134.             |
| 115              | Ignatas Konovalovas (LTU) (estrada) | 104.             |
| 116              | Tobias Ludvigsson (SWE)             | 53.              |
| 117              | Ramon Sinkeldam (NED)               | 126.             |

| Ineos Grenadiers IGD | Ineos Grenadiers IGD        | Ineos Grenadiers IGD |
| -------------------- | --------------------------- | -------------------- |
| Num                  | Ciclista                    | Pos                  |
| 121                  | Richard Carapaz (ECU) (CRI) | NP-5                 |
| 122                  | Filippo Ganna (ITA) (CRI)   | 71.                  |
| 123                  | Tao Geoghegan Hart (GBR)    | NP-7                 |
| 124                  | Jhonatan Narváez (ECU)      | DNF-6                |
| 125                  | Richie Porte (AUS)          | 4.                   |
| 126                  | Ben Swift (GBR) (estrada)   | 58.                  |
| 127                  | Elia Viviani (ITA)          | DNF-6                |

| Intermarché-Wanty-Gobert Matériaux IWG | Intermarché-Wanty-Gobert Matériaux IWG | Intermarché-Wanty-Gobert Matériaux IWG |
| -------------------------------------- | -------------------------------------- | -------------------------------------- |
| Num                                    | Ciclista                               | Pos                                    |
| 131                                    | Alexander Kristoff (NOR)               | 85.                                    |
| 132                                    | Sven Erik Bystrøm (NOR)                | 60.                                    |
| 133                                    | Andrea Pasqualon (ITA)                 | 70.                                    |
| 134                                    | Adrien Petit (FRA)                     | 117.                                   |
| 135                                    | Domenico Pozzovivo (ITA)               | 13.                                    |
| 136                                    | Lorenzo Rota (ITA)                     | 24.                                    |
| 137                                    | Taco van der Hoorn (NED)               | 141.                                   |

| Israel-Premier Tech IPT | Israel-Premier Tech IPT | Israel-Premier Tech IPT |
| ----------------------- | ----------------------- | ----------------------- |
| Num                     | Ciclista                | Pos                     |
| 141                     | Jakob Fuglsang (DEN)    | 41.                     |
| 142                     | Matthias Brändle (AUT)  | 110.                    |
| 143                     | Alex Dowsett (GBR)      | 111.                    |
| 144                     | Daryl Impey (RSA)       | 76.                     |
| 145                     | Krists Neilands (LAT)   | 64.                     |
| 146                     | Giacomo Nizzolo (ITA)   | 116.                    |
| 147                     | Rick Zabel (GER)        | 142.                    |

| Jumbo-Visma TJV | Jumbo-Visma TJV          | Jumbo-Visma TJV |
| --------------- | ------------------------ | --------------- |
| Num             | Ciclista                 | Pos             |
| 151             | Jonas Vingegaard (DEN)   | 2.              |
| 152             | Edoardo Affini (ITA)     | 109.            |
| 153             | Koen Bouwman (NED)       | 34.             |
| 154             | Olav Kooij (NED)         | 115.            |
| 155             | Sepp Kuss (USA)          | 68.             |
| 156             | Tosh Van der Sande (BEL) | 65.             |
| 157             | Jos van Emden (NED)      | 91.             |

| Lotto-Soudal LTS | Lotto-Soudal LTS          | Lotto-Soudal LTS |
| ---------------- | ------------------------- | ---------------- |
| Num              | Ciclista                  | Pos              |
| 161              | Tim Wellens (BEL)         | DNF-6            |
| 162              | Caleb Ewan (AUS)          | DNF-4            |
| 163              | Roger Kluge (GER)         | 125.             |
| 164              | Michaek Schwarzmann (GER) | 120.             |
| 165              | Rüdiger Selig (GER)       | DNF-5            |
| 166              | Harry Sweeny (AUS)        | 99.              |
| 167              | Maxim Van Gils (BEL)      | DNF-5            |

| Movistar Team MOV | Movistar Team MOV       | Movistar Team MOV |
| ----------------- | ----------------------- | ----------------- |
| Num               | Ciclista                | Pos               |
| 171               | Enric Mas (ESP)         | NP-7              |
| 172               | Alex Aranburu (ESP)     | 29.               |
| 173               | Jorge Arcas (ESP)       | 62.               |
| 174               | Mathias Norsgaard (DEN) | 108.              |
| 175               | Lluís Mas (ESP)         | DNF-6             |
| 176               | Nelson Oliveira (POR)   | 32.               |
| 177               | Einer Rubio (COL)       | 72.               |

| Quick-Step Alpha Vinyl QST | Quick-Step Alpha Vinyl QST         | Quick-Step Alpha Vinyl QST |
| -------------------------- | ---------------------------------- | -------------------------- |
| Num                        | Ciclista                           | Pos                        |
| 181                        | Julian Alaphilippe (FRA) (estrada) | 33.                        |
| 182                        | Kasper Asgreen (DEN) (CRI)         | 88.                        |
| 183                        | Davide Ballerini (ITA)             | 80.                        |
| 184                        | Mark Cavendish (GBR)               | 128.                       |
| 185                        | Josef Černý (CZE) (CRI)            | 135.                       |
| 186                        | Remco Evenepoel (BEL)              | 11.                        |
| 187                        | Mikkel Honoré (DEN)                | 93.                        |

| Arkéa-Samsic ARK | Arkéa-Samsic ARK         | Arkéa-Samsic ARK |
| ---------------- | ------------------------ | ---------------- |
| Num              | Ciclista                 | Pos              |
| 191              | Warren Barguil (FRA)     | 20.              |
| 192              | Maxime Bouet (FRA)       | 31.              |
| 193              | Nacer Bouhanni (FRA)     | NP-5             |
| 194              | Thibault Guernalec (FRA) | NP-6             |
| 195              | Daniel McLay (GBR)       | NP-6             |
| 196              | Alan Riou (FRA)          | 106.             |
| 197              | Clément Russo (FRA)      | 84.              |

| BikeExchange-Jayco BEX | BikeExchange-Jayco BEX     | BikeExchange-Jayco BEX |
| ---------------------- | -------------------------- | ---------------------- |
| Num                    | Ciclista                   | Pos                    |
| 201                    | Michael Matthews (AUS)     | 50.                    |
| 202                    | Lawson Craddock (USA)      | 92.                    |
| 203                    | Alexander Edmondson (AUS)  | 94.                    |
| 204                    | Tsgabu Grmay (ETH)         | 69.                    |
| 205                    | Kaden Groves (AUS)         | 132.                   |
| 206                    | Alexander Konychev (ITA)   | 105.                   |
| 207                    | Matteo Sobrero (ITA) (CRI) | 44.                    |

| Team DSM DSM | Team DSM DSM            | Team DSM DSM |
| ------------ | ----------------------- | ------------ |
| Num          | Ciclista                | Pos          |
| 211          | Romain Bardet (FRA)     | 12.          |
| 212          | Thymen Arensman (NED)   | 6.           |
| 213          | Nikias Arndt (GER)      | 75.          |
| 214          | Alberto Dainese (ITA)   | 122.         |
| 215          | Chris Hamilton (AUS)    | 74.          |
| 216          | Joris Nieuwenhuis (NED) | 100.         |
| 217          | Martijn Tusveld (NED)   | 98.          |

| TotalEnergies TEN | TotalEnergies TEN           | TotalEnergies TEN |
| ----------------- | --------------------------- | ----------------- |
| Num               | Ciclista                    | Pos               |
| 221               | Peter Sagan (SVK) (estrada) | NP-3              |
| 222               | Edvald Boasson Hagen (NOR)  | 73.               |
| 223               | Maciej Bodnar (POL) (CRI)   | 123.              |
| 224               | Valentin Ferron (FRA)       | 55.               |
| 225               | Daniel Oss (ITA)            | 89.               |
| 226               | Cristián Rodríguez (ESP)    | 17.               |
| 227               | Julien Simon (FRA)          | 56.               |

| Trek-Segafredo TFS | Trek-Segafredo TFS                 | Trek-Segafredo TFS |
| ------------------ | ---------------------------------- | ------------------ |
| Num                | Ciclista                           | Pos                |
| 231                | Giulio Ciccone (ITA)               | 10.                |
| 232                | Gianluca Brambilla (ITA)           | 48.                |
| 233                | Dario Cataldo (ITA)                | 45.                |
| 234                | Matteo Moschetti (ITA)             | 131.               |
| 235                | Quinn Simmons (USA)                | 63.                |
| 236                | Toms Skujiņš (LAT) (estrada e CRI) | 59.                |
| 237                | Edward Theuns (BEL)                | 102.               |

Convenções:
- AB-N: Abandono na etapa "N"
- FLT-N: Retiro por chegada fora do limite de tempo na etapa "N"
- NTS-N: Não tomou a saída para a etapa "N"
- DES-N: Desclassificado ou expulsado na etapa "N"

## UCI World Ranking
A Tirreno-Adriático outorgou pontos para o UCI World Ranking para corredores das equipas nas categorias UCI WorldTeam, UCI ProTeam e Continental. As seguintes tabelas são o barómetro de pontuação e os dez corredores que obtiveram mais pontos:
| Posição             | 1.º | 2.º | 3.º | 4.º | 5.º | 6.º | 7.º | 8.º | 9.º | 10.º | 11.º | 12.º | 13.º | 14.º | 15.º | 16.º-20.º | 21.º-30.º | 31.º-50.º | 51.º-55.º | 56.º-60.º |
| Classificação geral | 500 | 400 | 325 | 275 | 225 | 175 | 150 | 125 | 100 | 85   | 70   | 60   | 50   | 40   | 35   | 30        | 20        | 10        | 5         | 3         |
| Por etapa           | 60  | 25  | 10  |     |     |     |     |     |     |      |      |      |      |      |      |           |           |           |           |           |
| Líder               | 10  |     |     |     |     |     |     |     |     |      |      |      |      |      |      |           |           |           |           |           |

| Classificação |                  |                        |       |       |       |       |
| Posição       | Ciclista         | Equipa                 | Geral | Etapa | Líder | Total |
| ------------- | ---------------- | ---------------------- | ----- | ----- | ----- | ----- |
| 1.º           | Tadej Pogačar    | UAE Emirates           | 500   | 130   | 30    | 660   |
| 2.º           | Jonas Vingegaard | Jumbo-Visma            | 400   | 50    | -     | 450   |
| 3.º           | Mikel Landa      | Bahrain Victorious     | 325   | 10    | -     | 335   |
| 4.º           | Richie Porte     | Ineos Grenadiers       | 275   | -     | -     | 275   |
| 5.º           | Jai Hindley      | Bora-Hansgrohe         | 225   | -     | -     | 225   |
| 6.º           | Thymen Arensman  | DSM                    | 175   | -     | -     | 175   |
| 7.º           | Damiano Caruso   | Bahrain Victorious     | 150   | -     | -     | 150   |
| 8.º           | Thibaut Pinot    | Groupama-FDJ           | 125   | -     | -     | 125   |
| 9.º           | Pello Bilbao     | Bahrain Victorious     | 100   | -     | -     | 100   |
| 10.º          | Remco Evenepoel  | Quick-Step Alpha Vinyl | 70    | 25    | -     | 95    |